# Station Carignan
Station Carignan (Frans: Gare de Carignan) is een spoorwegstation in Carignan. Het station is gelegen aan de spoorlijn Mohon - Thionville.